# 栗田照久
栗田 照久（くりた てるひさ、1963年8月21日 - ）は、日本の財務・金融官僚。金融庁長官、金融庁総合政策局長、金融庁監督局長などを歴任。

## 来歴
京都府出身。立命館高等学校、京都大学法学部卒業。京大法学部では会社法を専攻。京大法学部4年次に国家公務員一種試験（法律）に合格。1987年 大蔵省に入省。配属先は理財局国債課。入省時の課長は坂本導聡、課長補佐は滝本豊水、畑中龍太郎、道盛大志郎。1992年7月 仙台国税局白河税務署長。1999年7月 金融庁長官官房総務課長補佐。2000年7月 金融庁総務企画部企画課長補佐。2001年1月6日 金融庁総務企画局企画課長補佐。2006年7月 金融庁監督局総務課監督調査室長。2007年8月27日 金融庁総務企画局総務課企画官（渡辺金融担当大臣秘書官（事務担当））。2009年7月14日 金融庁監督局証券課長兼監督局証券課市場機能支援室長。2013年6月28日 金融庁監督局銀行第一課長兼監督局総務課。2014年7月4日 金融庁総務企画局総務課長。2016年6月17日 金融庁総務企画局参事官（監督局担当）。2018年7月17日 金融庁監督局長。2022年6月24日 金融庁総合政策局長。2023年7月4日 金融庁長官。
ビッグモーターと損保ジャパンの癒着問題に対しては、重大な問題が認められるとしながらも行政処分としては業務改善命令に留めた。2024年7月5日 金融庁長官を離任。

## 略歴
- 1987年4月：大蔵省に入省。配属先は理財局国債課[3]。
- 1989年4月：大臣官房調査企画課 兼 財政金融研究所研究部。
- 1989年7月：大臣官房調査企画課 兼 財政金融研究所研究部 兼 大阪国税局調査部。
- 1990年1月：大臣官房調査企画課 兼 財政金融研究所研究部。
- 1990年7月：銀行局調査課。
- 1992年7月：仙台国税局白河税務署長。
- 1993年7月：経済企画庁調査局内国調査第一課。
- 1995年7月：関税局調査保全課長補佐。
- 1996年7月：関税局総務課長補佐。
- 1997年7月：大臣官房調査企画課長補佐。
- 1999年7月：金融庁長官官房総務課長補佐。
- 2000年7月：金融庁総務企画部企画課長補佐。
- 2001年1月6日：金融庁総務企画局企画課長補佐。
- 2001年7月：金融庁総務企画局信用課長補佐。
- 2002年7月：金融庁総務企画局企画課長補佐。
- 2003年6月：財務省大臣官房付（スタンフォード大学客員研究員）。
- 2005年7月：大阪国税局課税第一部長。
- 2006年7月：金融庁監督局総務課監督調査室長。
- 2007年8月27日：金融庁総務企画局総務課企画官（渡辺金融担当大臣秘書官（事務担当））。
- 2008年8月2日：金融庁監督局総務課コングマリット室長 兼 監督局総務課監督企画室長。
- 2009年7月14日：金融庁監督局証券課長 兼 監督局証券課市場機能支援室長。
- 2011年8月：金融庁総務企画局企業開示課長。
- 2013年6月28日：金融庁監督局銀行第一課長 兼 監督局総務課。
- 2014年7月4日：金融庁総務企画局総務課長。
- 2016年6月17日：金融庁総務企画局参事官（監督局担当）。
- 2018年7月17日：金融庁監督局長。
- 2019年12月：金融庁監督局長 兼 内閣官房副長官補付 兼 内閣官房日本経済再生総合事務局私的独占禁止法特例法案準備室長代理。
- 2020年1月：金融庁監督局長 兼 内閣官房内閣審議官（内閣官房副長官補付） 兼 内閣官房日本経済再生総合事務局私的独占禁止法特例法案準備室長代理。
- 2020年10月：金融庁監督局長 兼 内閣官房内閣審議官（内閣官房副長官補付） 兼 内閣官房成長戦略会議事務局私的独占禁止法特例法案準備室長代理。
- 2020年11月：金融庁監督局長。
- 2022年6月24日：金融庁総合政策局長。
- 2023年7月4日：金融庁長官。
- 2024年12月4日：TMI総合法律事務所顧問[5]。